# Swaroop Sampat
Swaroop Sampat (3 de noviembre de 1958) es una actriz india. Ha formado parte del elenco de películas de lengua hindi como Naram Garam. En 1979 ganó el concurso de Miss India y ese mismo año representó a India en el certamen de Miss Universo.

## Primeros años
Swaroop obtuvo un doctorado en Educación por la Universidad de Worcester. En su tesis doctoral utilizó el teatro para realzar las aptitudes básicas de niños con trastorno de aprendizaje.

## Carrera como actriz
Swaroop Sampat saltó a la fama con el popular programa televisivo de comedia Yeh Jo Hai Zindagi, donde interpretaba a la esposa de Shafi Inamdar. Se ha conocido que rehusó participar en otro popular programa televisivo en ese mismo momento debido a que encontró el guion de Yeh Jo Hai Zindagi conmovedor y fácil para conectar con la gente, mostrando actividades cotidianas y una vida sencilla.
Swaroop ha trabajado como modelo para Shringar. También ha sido profesora de drama de niños discapacitados.

## Otras actividades
Es entrenadora y ha recorrido India para impartir talleres a profesores para compartir sus conocimientos en beneficio de niños.
Fue seleccionada por el primer ministro de Gujarat, Narendra Modi para encabezar un programa educativo para niños.

## Vida personal
Swaroop está casado con el actor Paresh Rawal. Dirige y actúa en varias representaciones protagonizadas por su marido. Tienen dos hijos, Aniruddh y Aditya.

## Filmografía
| Película    | Papel           | Año  |
| ----------- | --------------- | ---- |
| Naram Garam | Kusum           |      |
| Nakhuda     | Sonia Gupta     | 1981 |
| Sawaal      | Reshmi S. Singh | 1982 |
| Himmatwala  | Padma           | 1983 |
| Lorie       | Suman           | 1984 |
| Karishma    | 1984            |      |
| Saathiya    | Shanti          | 2002 |
| Saptapadii  | Swati Sanghvi   | 2013 |
| Ki Y Ka     | Kia madre       | 2016 |

## Televisión
| Núm. | Programa             | Papel   | Año  |
| ---- | -------------------- | ------- | ---- |
| 1.   | Yeh Jo Hai Zindagi   | Renu    | 1984 |
| 2.   | Yeh Duniyan Gazab Ki | 1990 es |      |